# 伊藤寛士
伊藤 寛士（いとう かんじ、1997年6月2日 - ）は、愛知県蒲郡市出身の元社会人野球選手（内野手、捕手）。右投右打。弟は元プロ野球選手の伊藤康祐。

## 経歴
6歳から野球を始め、蒲郡市立形原小学校時代は5年時まで「形原アトムズ」で軟式野球をプレー。6年時から蒲郡市立形原中学校時代は「岡崎葵ボーイズ」でプレーした。
中京大学附属中京高等学校へ進学後は、打撃では高校通算45本塁打を記録し、守備ではエースの上野翔太郎とバッテリーを組むなど強打の捕手として活躍。第97回全国高等学校野球選手権大会や第70回国民体育大会に出場し、第27回 WBSC U-18ワールドカップでは上野と共に日本代表として選出された。代表では、後に中日ドラゴンズで弟・康祐のチームメイトとなる小笠原慎之介、郡司裕也とも、共にプレーした。
法政大学へ進学後は、1年時に東京六大学秋季リーグ戦に出場するが、2年時と3年時は未出場に終わり、4年時に定位置を確保した。
大学卒業後は、JR東海へ入社し、捕手から内野手へと転向した。2024年シーズン終了をもって勇退。